# Celestin
Celestin (det IMA-accepterade namnet) eller celestit, är ett mineral som består av strontiumsulfat, SrSO4. Det kristalliserar i det ortorombiska kristallsystemet liksom de isomorfa mineralen baryt och anglesit som också är sulfater. Vanligen är celestin färglös, blåaktig eller grå till färgen. Hårdheten enligt Mohs hårdhetsskala är ca 3 och densiteten är 3,9–4,0 gram per kubikcentimeter.
Mineralet är uppkallat efter sin klara blå färg. Celestin och karbonat-mineralet strontianit är de huvudsakliga källorna till det kemiska element strontium, som vanligtvis används i fyrverkerier och i olika legeringar.

## Etymologi
Celestin har fått sitt namn från det latinska ordet caelestis som betyder himmelsk, som i sin tur kommer från det latinska ordet caelum som betyder himmel.

## Förekomst
Celestin förekommer på många ställen i Europa, Asien och Amerika, dels som kristaller, dels som täta, trådiga eller korniga massor i märgel, kalksten eller sandsten och även i kompakta massiva och fibrösa former. Det finns mestadels i sedimentära bergarter, ofta förknippat med mineralerna gips, anhydrit och halit. Ibland på vissa orter kan den också förekomma med svavelinneslutningar.
Mineralet finns över hela världen, vanligtvis i små mängder. Ljusblå kristallexemplar finns på Madagaskar. Vita och orange varianter förekom i Yate, Bristol, Storbritannien, där det extraherades för kommersiella ändamål fram till april 1991.
Skeletten av protozoen Acantharea är gjorda av celestin, till skillnad från andra radiolarier som är gjorda av kiseldioxid.
I marina karbonatsediment är begravningsupplösning en erkänd mekanism för celestinutfällning. Det används ibland som en ädelsten.

## Användning
Mineralet är utgångsämne för tillverkning av en strontiumförening som används för raffinering av socker, för vilket föreningen lämpar sig bättre än kalk. Särskilt ren celestin för detta ändamål (över 90 procent strontiumsulfat) förekommer i England. Celestin används dessutom för framställning av strontiumnitrat för tillverkning av fyrverkeri med karmosinröd färg och för tillverkning av andra strontiumföreningar.

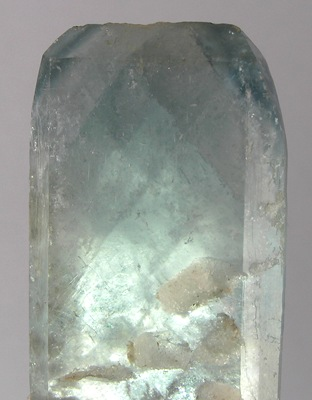
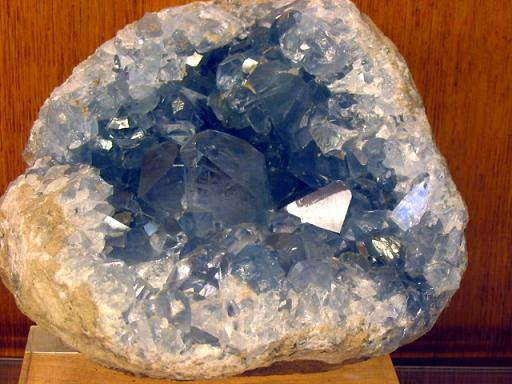
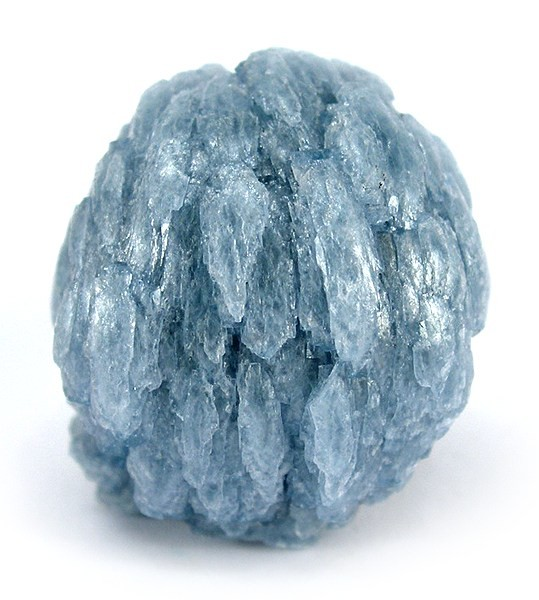
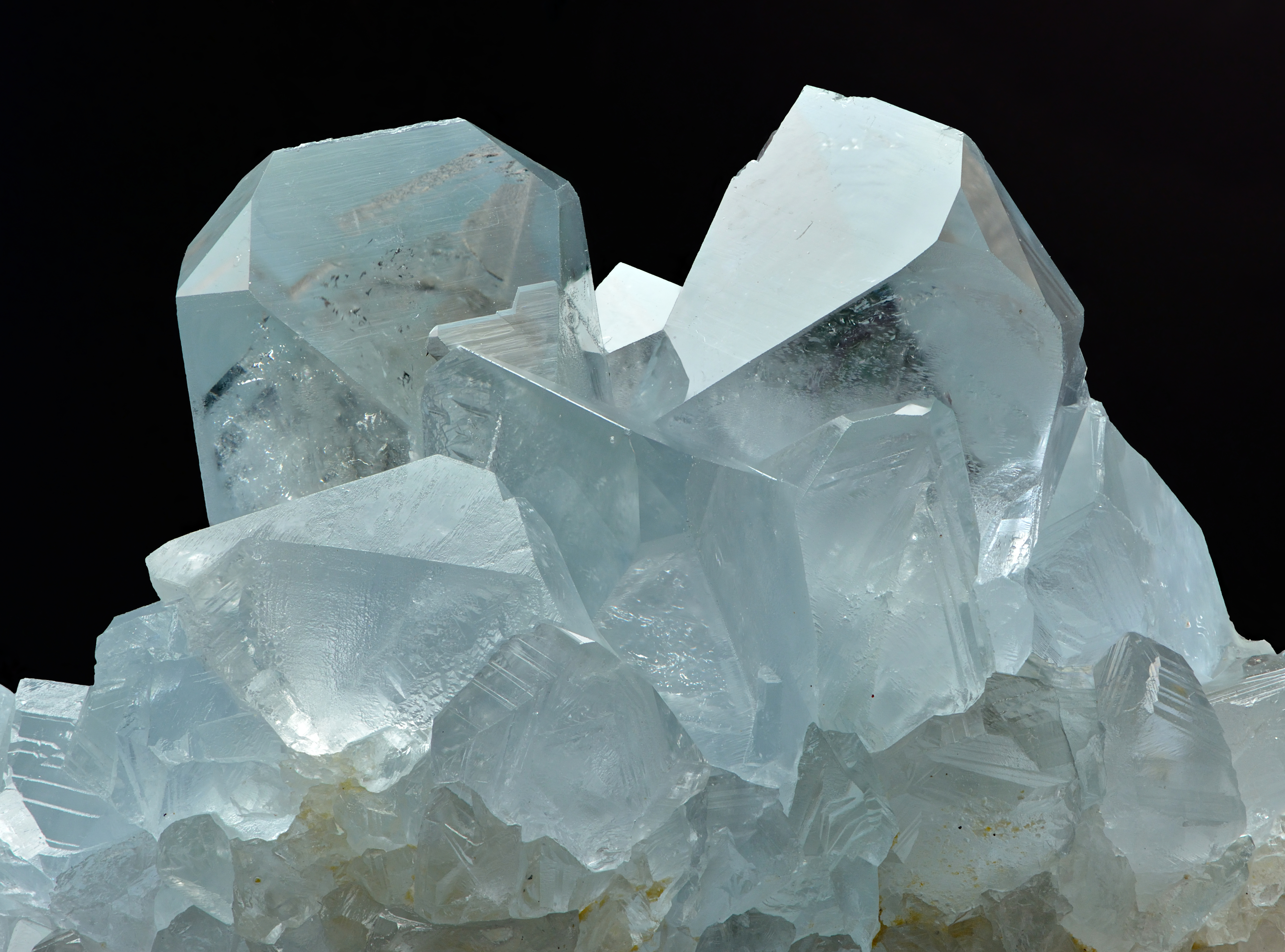
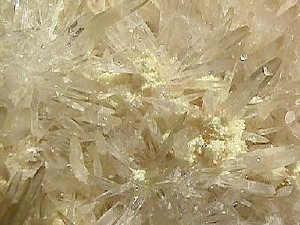
Celestin från Machowgruvan, Polen
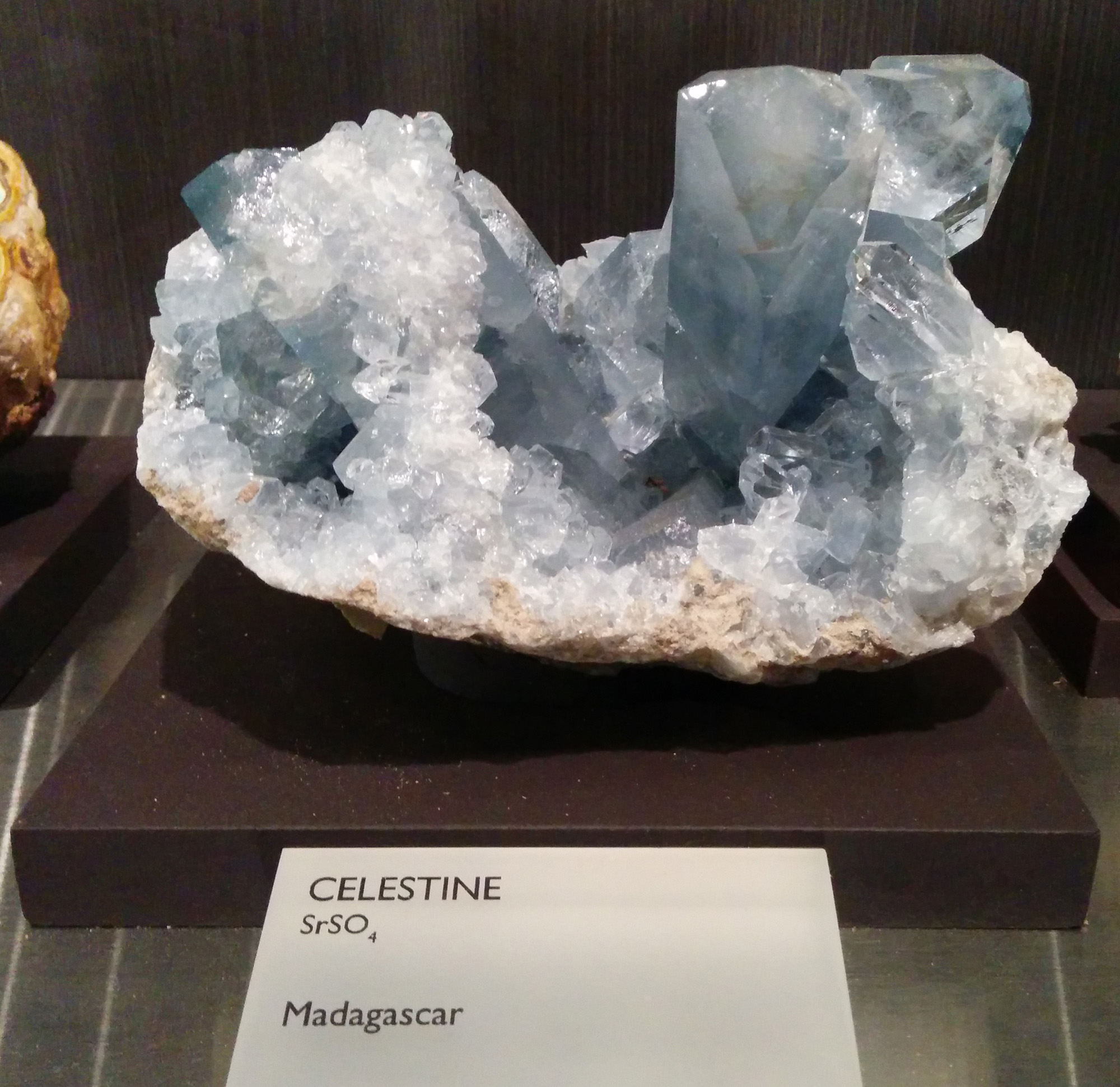
Celestinmineral på utställning i Yale's Peabody Museum

## Geoder
Celestinkristaller finns i vissa geoder. Världens största kända geod, en celestingeod 11 meter i diameter på dess bredaste plan, ligger nära byn Put-in-Bay, Ohio, på South Bass Island i Lake Erie. Geoden har omvandlats till en visningsgrotta, Crystal Cave, med kristallerna som en gång utgjorde golvet i geoden borttagna. Geoden har celestina kristaller så breda som 46 cm i diameter, som beräknats väga upp till 140 kg vardera.
Celestingeoder förstås bildas genom ersättning av alabasterknölar bestående av kalciumsulfaterna gips eller anhydrit. Kalciumsulfat är svårlösligt, men strontiumsulfat är mestadels olösligt. Strontiumhaltiga lösningar som kommer i kontakt med kalciumsulfatknölar löser upp kalciumet och lämnar en hålighet. Strontium fälls omedelbart ut som celestin, med kristallerna som växer in i den nybildade håligheten.

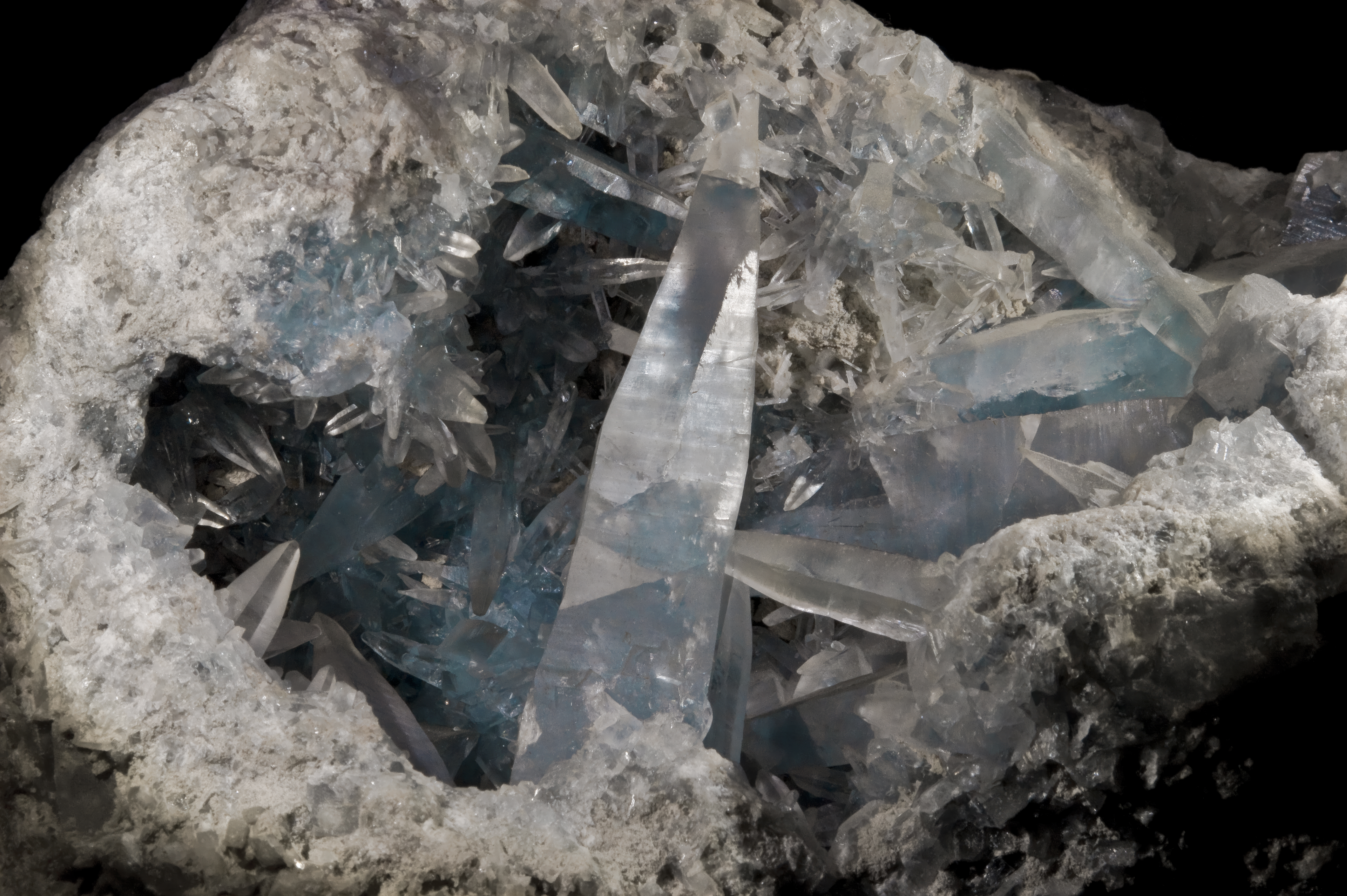
Celestingeodsektion
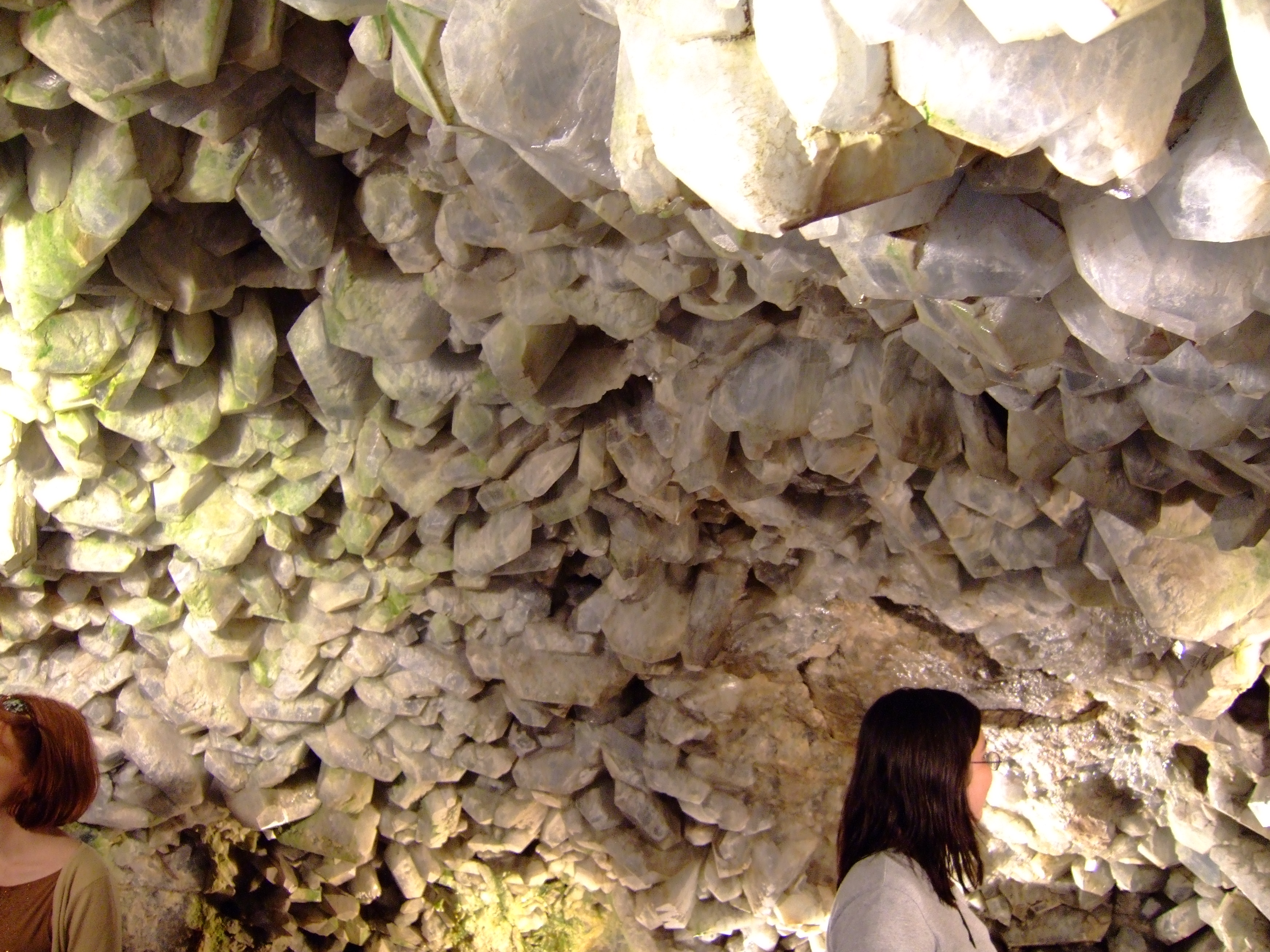
Interiör av Crystal Cave geoden i Ohio